# Руссо, Жан-Жак
Жан-Жак Руссо́ (фр. Jean-Jacques Rousseau; 28 июня 1712, Женева — 2 июля 1778, Эрменонвиль, близ Парижа) — франко-швейцарский философ, писатель и мыслитель эпохи Просвещения, а также музыковед, композитор и ботаник. Виднейший представитель сентиментализма. Наиболее значительные произведения Руссо — трактаты «Рассуждение о происхождении и основаниях неравенства между людьми» и «Об общественном договоре», эпистолярный роман «Юлия, или Новая Элоиза», автобиографическая книга «Исповедь». Проповедовал «возврат к природе» и призывал к установлению полного социального равенства, в связи с чем считается предтечей Великой французской революции.

## Биография

### Детство

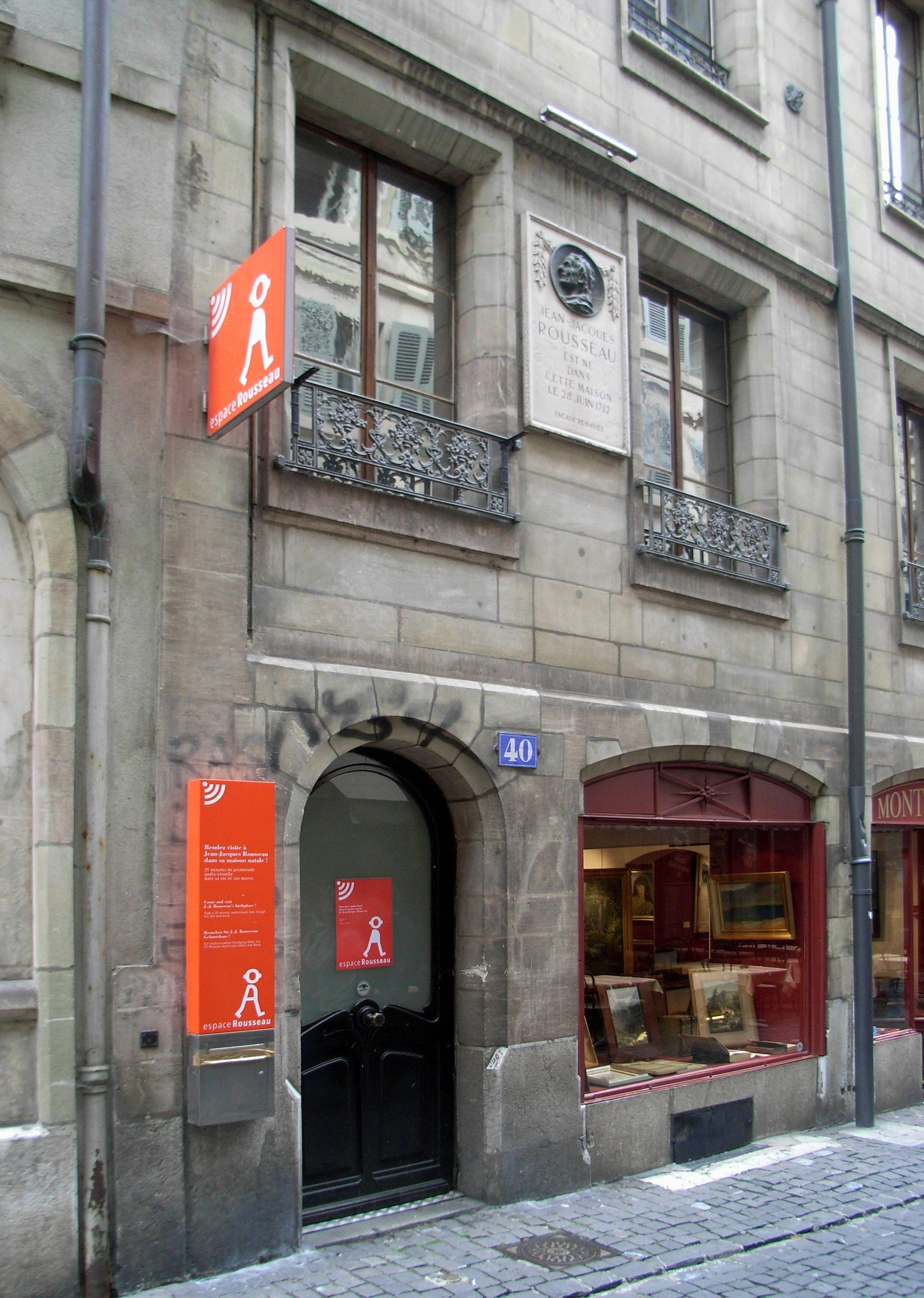
Дом, где родился Руссо

Франко-швейцарец по происхождению, впоследствии за идеализацию республиканских порядков своей родины известен как «Женевский гражданин», «защитник вольностей и прав» (А. С. Пушкин) Руссо был уроженцем протестантской Женевы, сохранившей до XVIII в. свой строго кальвинистский и муниципальный дух. Мать, Сюзанна Бернар (1673—1712), дочь женевского пастора, умерла при родах. Отец — Исаак Руссо (1672—1747), часовщик и учитель танцев, остро переживал потерю жены. Жан-Жак был любимым ребёнком в семье, уже с семи лет зачитывался вместе с отцом до утренней зари «Астреей» и жизнеописаниями Плутарха; воображая себя античным героем Сцеволой, он обжёг себе руку над жаровней.
Из-за вооружённого нападения на согражданина его отец Исаак был вынужден бежать в соседний кантон и там вступил во второй брак. Жан-Жак, оставленный в Женеве под опекой дяди по линии матери, 1723—1724 годы провёл в протестантском пансионе Ламберсье, потом был отдан в учение к нотариусу, а в 1725 году — к гравёру. В это время он много читал, даже во время работы, за что подвергался суровому обращению. Как он пишет в своей книге «Исповедь», из-за этого он привык лгать, притворяться, красть. Уходя по воскресеньям за город, он не раз возвращался, когда ворота уже были заперты, и ему приходилось ночевать под открытым небом. В 16 лет, 14 марта 1728 года, он решился покинуть город.

### Зрелость
За воротами Женевы начиналась католическая Савойя — священник соседней деревни предложил ему принять католицизм и дал ему письмо в Веве, к госпоже Франсуазе Луизе де Варан. Это была молодая женщина из богатой семьи кантона Во, расстроившая своё состояние промышленными предприятиями, бросившая мужа и переселившаяся в Савойю. За принятие католицизма она получала пособие от короля.
Госпожа де Варан направила Руссо в Турин в монастырь, где обучали прозелитов. По истечении четырёх месяцев обращение совершилось и Руссо выпустили на улицу.

### Работа лакеем
Руссо поступил лакеем в аристократический дом, где к нему отнеслись с участием: сын графа, аббат, стал учить его итальянскому языку и читал с ним Вергилия. Встретившись с проходимцем из Женевы, Руссо вместе с ним ушёл из Турина, не поблагодарив своего благодетеля.
Он снова появился в Анси у госпожи де Варан, оставившей его у себя и сделавшейся его «мамашей». Она научила его правильно писать, говорить языком образованных людей и, насколько он к этому был восприимчив, держаться по-светски. Но «мамаше» было только 30 лет. Заботясь о его будущем, она поместила Руссо в семинарию, а потом отдала в учение к органисту, которого он скоро бросил и вернулся в Анси, откуда госпожа де Варан уехала, между тем, в Париж.
Более двух лет Руссо скитался по Швейцарии, претерпевая всякую нужду. Однажды был даже в Париже, который ему не понравился. Он совершал свои переходы пешком, ночуя под открытым небом, но не тяготился этим, наслаждаясь природой. Весной 1732 года Руссо стал снова гостем госпожи де Варан; его место было занято молодым швейцарцем Ане, что не помешало Руссо оставаться членом дружеского трио.
В своей «Исповеди» он описал самыми страстными красками свою тогдашнюю влюблённость. После смерти Ане он оставался вдвоём с госпожой де Варан до 1737 г., когда она отправила его лечиться в Монпелье. По возвращении он нашёл свою благодетельницу близ города Шамбери, где она взяла в аренду ферму в местечке «Les Charmettes»; её новым «фактотумом» был молодой швейцарец Винцинрид. Руссо называл его братом и снова приютился у «мамаши».

### Работа домашним наставником
Счастье Руссо уже не было так безмятежно: он тосковал, уединялся, и в нём стали проявляться первые признаки мизантропии. Он искал утешение в природе: вставал с зарёй, работал в саду, собирал плоды, ходил за голубями и пчёлами. Так прошло два года: Руссо оказался в новом трио лишним и должен был позаботиться о заработке. Он поступил в 1740 году домашним наставником в семью Мабли (брата писателя), жившую в Лионе. Но он был весьма мало пригоден для этой роли; он не умел вести себя ни с учениками, ни с взрослыми, тайком уносил к себе в комнату вино, «строил глазки» хозяйке дома. В итоге Руссо пришлось уйти.
После неудачной попытки вернуться в Шарметты Руссо отправился в Париж, чтобы представить академии изобретённую им систему обозначения нот цифрами; она не была принята, несмотря на то, что Руссо написал «Рассуждение о современной музыке» в её защиту.

### Работа домашним секретарём
Руссо получает место домашнего секретаря у графа Монтегю, французского посланника в Венеции. Посланник смотрел на него как на слугу, Руссо же воображал себя дипломатом и стал важничать. Впоследствии писал, что спас в это время Неаполитанское королевство. Однако, посланник выгнал его из дома, не уплатив жалованья.
Руссо вернулся в Париж и подал жалобу на Монтегю, увенчавшуюся успехом.
Ему удалось поставить написанную им оперу «Les Muses Galantes» в домашнем театре, но она не попала на королевскую сцену.

### Жена и дети
Не имея средств к существованию, Руссо вступил в связь со служанкой парижской гостиницы, в которой жил, Терезой Левассёр, молодой крестьянкой, неграмотной — она не могла научиться узнавать, который час. Он признавался, что никогда не питал к ней ни малейшей любви, но обвенчался с ней спустя двадцать лет.
Вместе с ней он должен был держать у себя её родителей и их родню. По утверждению Руссо, у него было 5 детей, которые все были отданы в воспитательный дом. Он оправдывал это тем, что не имел средств их вскормить, что они не давали бы ему спокойно заниматься и что он предпочитает сделать из них крестьян, чем искателей приключений, каким был он сам. Хотя документальных подтверждений того, что Руссо действительно имел детей, нет.

### Знакомство с энциклопедистами
Получив место секретаря у откупщика Франкёля и его тёщи, Руссо стал домашним человеком в кружке, к которому принадлежали известная мадам д'Эпине, её друг Гримм и Дидро. Руссо часто гостил у них, ставил комедии, очаровывал их своими наивными, хотя и разукрашенными фантазией рассказами из своей жизни. Ему прощали его бестактности (он, например, начал с того, что написал тёще Франкёля письмо с объяснением в любви). Летом 1749 г. Руссо шёл навестить Дидро, заключённого в Венсенском замке. По дороге, раскрыв газету, прочёл объявление от дижонской академии о премии на тему «Содействовало ли возрождение наук и художеств очищению нравов». Внезапная мысль осенила Руссо; впечатление было так сильно, что, по его описанию, он в каком-то опьянении пролежал полчаса под деревом; когда он пришёл в себя, его жилет был мокр от слёз. Мысль, осенившая Руссо, заключает в себе всю суть его мировоззрения: «просвещение вредно и сама культура — ложь и преступление».
Ответ Руссо был удостоен премии; всё просвещённое и утончённое общество рукоплескало своему обличителю. Для него наступило десятилетие самой плодотворной деятельности и непрерывного торжества. Два года спустя его оперетта «Деревенский колдун» была поставлена на придворной сцене. Людовик XV напевал его арии; его хотели представить королю, но Руссо уклонился от чести, которая могла создать ему обеспеченное положение.
Он сам поверил в свой парадокс или, во всяком случае, увлёкся им и занял соответствующую позу. Он объявил, что хочет жить сообразно со своим принципом, отказался от выгодного места у Франкёля и стал переписчиком нот, чтобы жить трудом своих рук. Руссо оставил щегольской костюм тогдашних салонов, оделся в грубое сукно, благословляя вора, укравшего его тонкие сорочки; отказался от вежливой речи, отвечая оскорбительными выходками на любезности своих аристократических друзей. Во всём этом было много театрального.

### «Дикарь» стал «модным человеком»
Руссо не давали покоя; со всех сторон ему приносили для переписки ноты, чтобы иметь повод поглядеть на него; светские дамы посещали его и осыпали приглашениями на обеды и ужины. Тереза и её жадная мать пользовались случаем, чтобы принимать от посетителей всевозможные подарки. Но эта комедия представляла и серьёзную сторону. Руссо нашёл своё призвание: он стал, как удачно было сказано, «Иеремией» современного ему культурного общества.
Дижонская академия снова пришла к нему на помощь, объявив конкурс на тему «О происхождении неравенства между людьми и о том, согласно ли оно с естественным законом». В 1755 г. появилось в печати ответное «Рассуждение» Руссо, посвящённое женевской республике.
Обдумывая свой ответ, Руссо блуждал по Сен-Жерменскому лесу и населял его созданиями своей фантазии. Если в первом рассуждении он обличал науки и художества за их развращающее влияние, то в новом фантастическом сказании о том, как люди утратили своё первобытное блаженство, Руссо предал анафеме всю культуру, всё что создано историей, все основы гражданского быта — разделение труда, собственность, государство, законы.
Правители женевской республики с холодной вежливостью поблагодарили Руссо за оказанную им честь, а светское общество опять с ликованием приветствовало своё осуждение.

### Дача «Эрмитаж»
Г-жа д’Эпине, идя навстречу вкусам Руссо, построила для него в саду своего загородного имения близ Сен-Дени дачу — на опушке великолепного монморансийского леса. Весной 1756 года Руссо переехал в свой «Эрмитаж»: соловьи распевали под его окнами, лес стал его «рабочим кабинетом», в то же время давая ему возможность целые дни блуждать в одиноком раздумье.
Руссо был как в раю, но Тереза и её мать скучали на даче и пришли в ужас, узнав, что Руссо хочет остаться в Эрмитаже на зиму. Это дело было улажено друзьями, но 44-летний Руссо страстно влюбился в 26-летнюю графиню Софи д’Удето (фр. Sophie d’Houdetot), «подругу» Сен-Ламбера, дружески расположенного к Жан-Жаку. Сен-Ламбер был в походе; графиня весной 1757 года поселилась одна в соседнем поместье. Руссо часто её навещал и, наконец, поселился у неё; он плакал у её ног, в то же время укоряя себя за измену «другу». Графиня жалела его, слушала его красноречивые признания: уверенная в своей любви к другому, она допускала интимность, доведшую страсть Руссо до безумия. В изменённом и идеализированном виде эта история была использована Руссо в развитии сюжета его романа «Юлия, или Новая Элоиза».
Г-жа д’Эпине насмешливо относилась к любви уже немолодого Руссо к своей кузине графине Софи д’Удето и не верила в чистоту их отношений. Сен-Ламбер был извещён анонимным письмом и вернулся из армии. Руссо заподозрил в разглашении г-жу д’Эпине и написал ей неблагородно-оскорбительное письмо. Она его простила, но её друзья были не так снисходительны, особенно Гримм, который видел в Руссо маньяка и находил опасным всякое потворство таким людям.

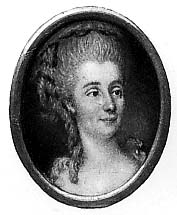
Софи д’Удето, прототип Юлии в романе «Новая Элоиза»

### Разрыв с энциклопедистами
За этим первым столкновением скоро последовал полный разрыв с «философами» и с кружком «Энциклопедии». Г-жа д’Эпине, отправляясь в Женеву на совещание со знаменитым врачом Теодором Троншеном, пригласила Руссо проводить её. Руссо ответил, что странно было бы больному сопровождать больную; когда Дидро стал настаивать на поездке, упрекая его в неблагодарности, Руссо заподозрил, что против него образовался «заговор», с целью осрамить его появлением в Женеве в роли лакея откупщицы и т. п.
О разрыве с Дидро Руссо известил публику, заявив в предисловии к «Письму о театральных зрелищах» (1758), что он более знать не хочет своего Аристарха (Дидро).
Оставив «Эрмитаж», он нашёл новый приют у герцога Люксембургского, владельца замка Монморанси, предоставившего ему павильон в своём парке. Здесь Руссо провёл 4 года и написал «Новую Элоизу» и «Эмиля», читая их своим любезным хозяевам, которых он в то же время оскорблял подозрениями, что они не искренно к нему расположены, и заявлениями, что он ненавидит их титул и высокое общественное положение.

### Издание романов
В 1761 г. появилась в печати «Новая Элоиза», весной следующего года — «Эмиль», а несколько недель спустя — «Общественный договор». Во время печатания «Эмиля» Руссо был в большом страхе: он имел сильных покровителей, но подозревал, что книгопродавец продаст рукопись иезуитам и что его враги исказят её текст. «Эмиль», однако, вышел в свет; гроза разразилась несколько позже.
Парижский парламент, готовясь произнести приговор над иезуитами, счёл нужным осудить и философов, и приговорил «Эмиля», за религиозное вольнодумство и неприличия, к сожжению рукой палача, а автора его — к заключению. Принц Конти дал об этом знать в Монморанси; герцогиня Люксембургская велела разбудить Руссо и уговаривала его немедленно уехать. Руссо, однако, промешкал целый день и едва не стал жертвой своей медлительности; на дороге он встретил посланных за ним судебных приставов, которые с ним вежливо раскланялись.

### Вынужденная ссылка
Руссо нигде не задержали: ни в Париже, ни по пути. Ему, однако, чудились пытка и костёр; везде он чуял за собой погоню. Когда он переехал через швейцарскую границу, он бросился лобызать землю страны справедливости и свободы. Женевское правительство, однако, последовало примеру парижского парламента, сожгло не только «Эмиля», но и «Общественный договор», и издало приказ арестовать автора; бернское правительство, на территории которого (ему был тогда подвластен теперешний кантон Во) Руссо искал приюта, приказало ему выехать из своих владений.

Портрет Руссо в Шотландской национальной галерее

Руссо нашёл убежище в княжестве Невшательском, принадлежавшем прусскому королю, и поселился в местечке Мотье. Он нашёл здесь новых друзей, блуждал по горам, болтал с сельчанами, пел романсы деревенским девушкам. Он приспособил себе костюм — просторный, подпоясанный архалук, широкие шаровары и меховую шапку, оправдывая этот выбор гигиеническими соображениями. Но его душевное спокойствие не было прочно. Ему показалось, что местные мужики слишком важничают, что у них злые языки; он стал называть Мотье «самым подлым местопребыванием». Три с небольшим года прожил он так; затем настали для него новые бедствия и скитания.
Ещё в 1754 г., прибыв в Женеву и принятый там с большим торжеством, он пожелал вновь приобрести право женевского гражданства, утраченное с переходом в католицизм, и снова присоединился к кальвинизму.
В Мотье он просил местного пастора допустить его к причастию, но в полемике со своими противниками в «Письмах с горы» он глумился над авторитетом Кальвина и обвинял кальвинистское духовенство в отступлении от духа реформации.

### Отношения с Вольтером
К злоключениям Руссо присоединилась ссора с Вольтером и с правительственной партией в Женеве. Когда-то Руссо называл Вольтера «трогательным», но на самом деле не могло быть бо́льшего контраста, как между этими двумя писателями. Антагонизм между ними проявился в 1755 г., когда Вольтер, по случаю страшного лиссабонского землетрясения, отрёкся от оптимизма, а Руссо вступился за Провидение. Пресыщенный славой и живя в роскоши, Вольтер, по словам Руссо, видит на земле только горе; он же, безвестный и бедный, находит, что всё хорошо.
Отношения обострились, когда Руссо, в «Письме о зрелищах», сильно восстал против введения в Женеве театра. Вольтер, живший близ Женевы и развивавший посредством своего домашнего театра в Фернее вкус к драматическим представлениям среди женевцев, понял, что письмо направлено против него и против его влияния на Женеву. Не знавший меры в своём гневе, Вольтер возненавидел Руссо: то глумился над его идеями и сочинениями, то выставлял его сумасшедшим.
Полемика между ними особенно разгорелась, когда Руссо был запрещён въезд в Женеву, что он приписывал влиянию Вольтера. Наконец, Вольтер издал анонимный памфлет, обвиняя Руссо в намерении ниспровергнуть женевскую конституцию и христианство и утверждая, будто он уморил мать Терезы.
Мирные сельчане Мотье взволновались. Руссо стал подвергаться оскорблениям и угрозам, а местный пастор произнёс против него проповедь. В одну осеннюю ночь целый град камней обрушился на его домик.

### В Англии по приглашению Юма
Руссо бежал на островок на Бильском озере; бернское правительство приказало ему оттуда выехать. Тогда он принял приглашение Юма и поехал к нему в Англию. Делать наблюдения и чему-нибудь научиться Руссо не был в состоянии; единственный интерес представляли для него английские мхи и папоротники.
Его нервная система была сильно потрясена, и на этом фоне его недоверчивость, щепетильное самолюбие, мнительность и пугливое воображение разрослись до пределов мании. Гостеприимный, но уравновешенный хозяин не сумел успокоить рыдавшего и бросавшегося к нему в объятия Руссо; несколько дней спустя Юм уже был в глазах Руссо обманщиком и изменником, коварно привлёкшим его в Англию, чтобы сделать его посмешищем газет.
Юм счёл нужным обратиться к суду общественного мнения; оправдывая себя, он выставил напоказ перед Европой слабости Руссо. Вольтер потирал руки и заявлял, что англичанам следовало бы заключить Руссо в Бедлам (сумасшедший дом).
Руссо отказался от пенсии, которую ему выхлопотал Юм у английского правительства. Для него наступило новое четырёхлетнее скитание, отмеченное только выходками психически больного человека. Руссо ещё с год пробыл в Англии, но его Тереза, не имея возможности с кем-либо говорить, скучала и раздражала Руссо, который вообразил, что англичане хотят насильно удержать его в своей стране.

### Возвращение в Париж
Руссо уехал в Париж, где, несмотря на тяготевший над ним приговор, его никто не трогал. Прожил около года в замке принца Конти и в разных местностях южной Франции. Отовсюду он бежал, терзаемый своим больным воображением: в замке Три, например, он вообразил, что прислуга заподозрила в нём отравителя одного из умерших слуг герцога и потребовал вскрытия покойника.
С 1770 г. он поселился в Париже, и для него наступила более мирная жизнь; но душевного покоя он всё-таки не знал, подозревая заговоры против него или против его сочинений. Главой заговора он считал герцога де Шуазёля, который приказал завоевать Корсику будто бы для того, чтобы Руссо не стал законодателем этого острова.
В Париже он окончил свою «Исповедь» (Confessions). Встревоженный вышедшим в 1765 году памфлетом («Le sentiment des citoyens»), безжалостно раскрывавшим его прошлое, Руссо пожелал оправдаться путём искреннего, всенародного покаяния и тяжёлого унижения самолюбия (l'esprit d'escalier). Но себялюбие взяло верх: исповедь превратилась в страстную самозащиту.
Раздражённый ссорой с Юмом, Руссо изменил тон и содержание своих записок, вычеркнул невыгодные для себя места и стал писать вместе с исповедью обвинительный акт против своих неприятелей. К тому же воображение взяло верх над памятью; исповедь превратилась в роман, в неразрывную ткань Wahrheit und Dichtung.
Роман представляет две разнородные части: первая — поэтическая идиллия, излияния поэта, влюблённого в природу, идеализация его любви к г-же де Варан; вторая часть проникнута злобой и подозрительностью, не пощадившей лучших и искреннейших друзей Руссо. Другое написанное в Париже произведение Руссо также имело целью самозащиту, это диалог, озаглавленный «Руссо — судья над Жан-Жаком», где Руссо защищает себя против своего собеседника, «Француза».
В масонских архивах Великого востока Франции Руссо, также как и Граф Сен-Жермен, находятся в списках членов масонской ложи «Общественного согласия Святого Иоанна Шотландского» с 18 августа 1775 года и до своей кончины.

### Смерть

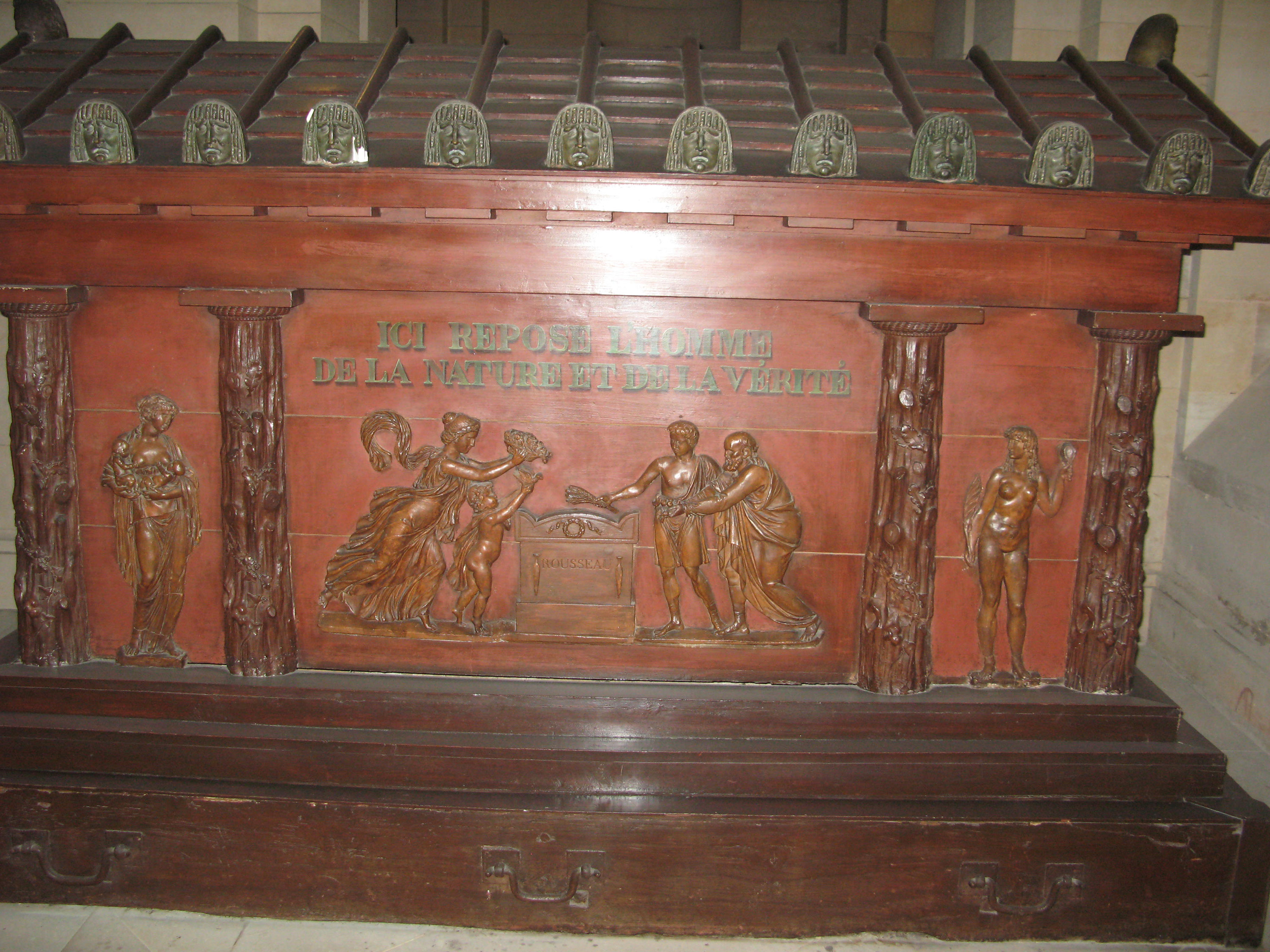
Надгробие Руссо в парижском Пантеоне

Согласно одной версии, летом 1777 г. состояние здоровья Руссо стало внушать его друзьям опасения. Весной 1778 г. один из них, маркиз де Жирарден, увёз его к себе в загородную резиденцию (в Шато де Эрменонвиль). В конце июня для него был устроен концерт на острове среди парка; Руссо просил похоронить его в этом месте. 2 июля Руссо внезапно скончался на руках Терезы.
Его желание было исполнено; его могила на острове «Ив» стала привлекать сотни поклонников, видевших в нём жертву общественной тирании и мученика гуманности — представление, выраженное юношей Шиллером в известных стихах, сопоставляющих с Сократом, погибшем якобы от софистов, Руссо, пострадавшего от христиан, которых он пытался сделать людьми. Во время Конвента тело Руссо, одновременно с останками Вольтера, было перенесено в Пантеон, но 20 лет спустя, во время реставрации, два фанатика тайно ночью похитили прах Руссо и бросили его в яму с известью.
Есть и другая версия смерти Руссо. В швейцарском городе Биле/Бьенне, недалеко от Невшателя, в центре старого города, на доме 12 по улице Унтергассе, висит табличка: «В этом доме Ж.-Ж. Руссо нашёл свою смерть в октябре 1765 года».

## Философия Жан-Жака Руссо
Главные философские произведения Руссо, где изложены его общественные и политические идеалы: «Новая Элоиза», «Эмиль, или О воспитании» и «Общественный договор».
Руссо впервые в политической философии попытался объяснить причины социального неравенства и его виды, иначе осмыслить договорный способ происхождения государства. Он полагал, что государство возникает в результате общественного договора. Согласно общественному договору, верховная власть в государстве принадлежит всему народу.
Народный суверенитет неотчуждаем и неделим, непогрешим и абсолютен.
Закон как выражение общей воли выступает гарантией индивидов от произвола со стороны правительства, которое не может действовать, нарушая требования закона. Благодаря закону, как выражению общей воли, можно добиться и относительного имущественного равенства.
Руссо решил проблему эффективности средств контроля за деятельностью правительства, обосновал разумность принятия законов самим народом, рассмотрел проблему социального неравенства и признал возможность её законодательного решения.
Не без влияния идей Руссо возникли такие новые демократические институты, как референдум, народная законодательная инициатива и такие политические требования, как возможное сокращение срока депутатских полномочий, обязательный мандат, отзыв депутатов избирателями.

### «Новая Элоиза»
В «Письме к д'Аламберу» Руссо называет «Клариссу Гарло» лучшим из романов. Его «Новая Элоиза» написана под очевидным влиянием Ричардсона. Руссо не только взял аналогичный сюжет — трагическую судьбу героини, погибающей в борьбе целомудрия с любовью или соблазном, но и перенял собственно стиль чувствительного романа.
«Новая Элоиза» имела невероятный успех; ею везде зачитывались, над нею проливали слёзы, обоготворяли её автора.
Форма романа — эпистолярная; он состоит из 163 писем и эпилога. В настоящее время эта форма в значительной степени умаляет интерес чтения, но читателям XVIII века она нравилась, так как письма представляли лучший повод к бесконечным рассуждениям и излияниям во вкусе того времени. То же самое можно было сказать и о произведениях Сэмюэла Ричардсона.
Именно в «Юлии, или Новой Элоизе» впервые появилась знаменитая фраза о религии, как опиуме:

Набожность … опиум для души: в малых дозах бодрит, оживляет и поддерживает, в слишком сильных дозах усыпляет или же приводит в исступление, а то и убивает.
Оригинальный текст (фр.)La devotion … est un opium pour l’ame; elle égaye, anime & soutient quand on en prend peu; une trop forte dose endort, ou rend furieux, ou tue.

### Вольтеро философии Руссо
Ж. Ж. Руссо стал отцом романтизма в философии. Его представители опирались не столько на абстрактное мышление, сколько имели «склонность к чувству, а более конкретно — к сочувствию». Романтик мог искренне «пролить слёзы при виде бедной крестьянской семьи, но он оставался холоден к хорошо продуманному плану улучшения участи крестьянства как класса».. Романтики были прекрасными писателями и умели вызывать сочувствие читателей и популяризировать свои идеи. Руссо «в течение длительных периодов своей жизни был бедным бродягой», часто жил за счёт богатых женщин, служил лакеем, умел вызывать сочувствие людей и отвечал им «чёрной неблагодарностью».. Например, однажды он своровал дорогую ленту у своей хозяйки, кража была обнаружена, но он свалил вину на молодую служанку, которую, к тому же, он очень любил, и её имя в первую очередь пришло ему в голову.. В своей работе «Исповедь» он заявил: «Да, я вор, но у меня доброе сердце!». Руссо критиковал неравенство и частную собственность, земледелие и металлургию, он предлагал вернуться в «естественное состояние».. Вольтер подверг критике взгляды Руссо. Вольтер заметил, что, вопреки рекомендациям Руссо, не хочет «ходить на четвереньках» и предпочитает пользоваться услугами хирурга. После землетрясения в Лиссабоне Вольтер высказал сомнение, что Провидение правит миром. Руссо высказал мнение, что жертвы землетрясения сами виноваты в своей гибели, потому что жили в семиэтажных домах, а не в пещерах, как дикари. Вольтер считал Руссо злобным сумасшедшим, а Руссо назвал Вольтера «трубадуром бесчестья».

## Личность Руссо
Судьба Руссо, во многом зависевшая от его личных свойств, в свою очередь бросает свет на его личность, темперамент и вкусы, отразившиеся в его сочинениях. Биографу приходится, прежде всего, отметить полное отсутствие правильного учения, поздно и кое-как восполненное чтением.
Юм отказывал Руссо даже в этом, находя, что он мало читал, мало видел и лишён всякой охоты видеть и наблюдать. Руссо не избегнул упрёка в «дилетантизме» даже в тех предметах, которыми он специально занимался — в ботанике и в музыке.
Во всем, чего касался Руссо, он несомненно является блестящим стилистом, но не исследователем истины. Нервная подвижность, под старость превратившаяся в болезненное скитальчество, была следствием любви Руссо к природе. Ему было тесно в городе; он жаждал одиночества, чтобы дать волю грёзам своей фантазии и залечивать раны легко оскорбляемого самолюбия. Это дитя природы не уживалось с людьми и особенно чуждалось «культурного» общества.
Робкий по натуре и неуклюжий по отсутствию воспитания, с прошлым, из-за которого ему приходилось краснеть в «салоне» или объявлять «предрассудками» обычаи и понятия современников, Руссо в то же время знал себе цену, жаждал славы литератора и философа, и потому одновременно и страдал в обществе, и проклинал его за эти страдания.
Разрыв с обществом был для него тем более неминуем, что он, под влиянием глубокой, врождённой подозрительности и вспыльчивого самолюбия, легко порывал с самыми близкими людьми. Разрыв оказывался непоправимым вследствие поразительной «неблагодарности» Руссо, весьма злопамятного, но склонного забывать оказанные ему благодеяния.
Последние два недостатка Руссо в значительной степени находили себе пищу в выдающемся свойстве его как человека и писателя: в его воображении. Благодаря воображению он не тяготится одиночеством, ибо всегда окружён милыми созданиями своих грёз: проходя мимо незнакомого дома, он чует в числе его обитателей друга; гуляя по парку, он ожидает приятной встречи.
Особенно разгорается воображение тогда, когда самая обстановка, в которой находится Руссо, неблагоприятна. «Если мне нужно нарисовать весну, — писал Руссо, — необходимо, чтобы вокруг меня была зима; если я желаю нарисовать хороший пейзаж, то надо, чтобы вокруг меня были стены. Если меня посадят в Бастилию, я нарисую отличную картину свободы». Фантазия мирит Руссо с действительностью, утешает его; она даёт ему более сильные наслаждения, чем реальный мир. С её помощью этот жаждавший любви человек, влюблявшийся во всякую знакомую женщину, мог прожить до конца с Терезой, несмотря на постоянные с нею ссоры.
Но та же фея и мучит его, тревожит его опасениями будущих или возможных неприятностей, преувеличивает все мелкие столкновения и заставляет видеть в них злой умысел и коварное намерение. Она представляет ему действительность в том свете, какой соответствует его минутному настроению; сегодня он хвалит написанный с него в Англии портрет, а после ссоры с Юмом находит портрет ужасным, подозревая, что Юм побудил художника представить его в виде отвратительного циклопа. Вместо ненавистной действительности воображение рисует перед ним призрачный мир естественного состояния и образ блаженного человека на лоне природы.
Выходящий из ряда эгоист, Руссо отличался необыкновенным тщеславием и гордыней. Его отзывы о собственном таланте, о достоинстве его сочинений, о его всемирной славе бледнеют перед его способностью любоваться своей личностью. «Я иначе создан, — говорит он, — чем все люди, которых я видел, и совсем не по подобию их». Создав его, природа «уничтожила форму, в которой его отлила».
Век рационализма, то есть господства разума, заменивший собой век богословия, начинается с формулы Декарта: cogito — ergo sum; в размышлении, в сознании себя посредством мысли философ усмотрел основу жизни, доказательство её действительности, её смысл. С Руссо начинается век чувства: exister, pour nous — c’est sentir, восклицает он: в чувстве заключается суть и смысл жизни. «Я чувствовал раньше, чем мыслил; таков общий удел человечества; я испытывал это сильнее других».
Чувство не только предшествует разуму, оно и преобладает над ним: «если разум составляет основное свойство человека, чувство им руководит…»
«Если первый проблеск рассудка нас ослепляет и искажает предметы перед нашими взорами, то потом, при свете разума, они нам представляются такими, какими нам с самого начала их показывала природа; поэтому удовлетворимся первыми чувствами…» С изменением смысла жизни изменяется оценка мира и человека. Рационалист видит в мире и природе лишь действие разумных законов, достойный изучения великий механизм; чувство научает любоваться природой, восхищаться ею, поклоняться ей.
Рационалист ставит в человеке выше всего силу разума и даёт преимущество тому, кто обладает этой силой; Руссо провозглашает, что тот «лучший человек, кто лучше и сильнее других чувствует».
Рационалист выводит добродетель из разума; Руссо восклицает, что тот достиг нравственного совершенства, кем овладело восторженное удивление перед добродетелью.
Рационализм видит главную цель общества в развитии разума, в просвещении его; чувство ищет счастья, но скоро убеждается, что счастья мало и что его трудно найти.
Рационалист, благоговея перед открытыми им разумными законами, признаёт мир лучшим из миров; Руссо открывает в мире страдание. Страдание снова, как в средние века, становится основной нотой человеческой жизни. Страдание — первый урок жизни, которому научается ребёнок; страдание есть содержание всей истории человечества. Такая чуткость к страданию, такая болезненная отзывчивость на него есть сострадание. В этом слове — разгадка силы Руссо и его исторического значения.
Как новый Будда, он сделал страдание и сострадание мировым вопросом и стал поворотным пунктом в движении культуры. Здесь получают историческое значение даже ненормальности и слабости его натуры, вызванные им самим превратности его судьбы; страдая, он научился сострадать. Сострадание, в глазах Руссо — естественное, присущее природе человека чувство; оно так естественно, что даже животные его ощущают.
У Руссо оно, кроме того, развивается под влиянием другого преобладающего в нём свойства — воображения; «жалость, которую нам внушают страдания других, соразмеряется не количеством этого страдания, но чувством, которое мы приписываем страдающим». Сострадание становится для Руссо источником всех благородных порывов и всех социальных добродетелей. «Что такое великодушие, милость, гуманность, как не сострадание, применённое к виновным или к человеческому роду вообще?
Даже расположение (bienveillance) и дружба, собственно говоря — результат постоянного сострадания, сосредоточенного на известном предмете; желать, чтобы кто-нибудь не страдал, не значит ли желать, чтобы он был счастлив?» Руссо говорил по опыту: его расположение к Терезе началось с жалости, которую ему внушали шутки и насмешки над ней его сожителей. Умеряя себялюбие, жалость предохраняет от дурных поступков: « пока человек не будет противиться внутреннему голосу жалости, он никому не причинит зла».
Согласно с общим своим воззрением, Руссо ставит жалость в антагонизм с рассудком. Сострадание не только «предшествует разуму» и всякому размышлению, но развитие разума ослабляет сострадание и может его уничтожить. «Сострадание основано на способности человека отождествлять себя с лицом страдающим; но эта способность, чрезвычайно сильная в естественном состоянии, суживается по мере того, как развивается в человеке способность размышлять и человечество вступает в период рассудочного развития (état de raisonnement). Разум порождает себялюбие, размышление укрепляет его; оно отделяет человека от всего, что его тревожит и огорчает. Философия изолирует человека; под её влиянием он шепчет, при виде страдающего человека: погибай, как знаешь — я в безопасности». Чувство, возведённое в высшее правило жизни, отрешённое от размышления, становится у Руссо предметом самопоклонения, умиления перед самим собой и перерождается в чувствительность — сентиментальность. Человек, исполненный нежных чувств, или человек с «прекрасной душой» (belle âme — schöne Seele) возводится в высший этический и общественный тип. Ему все прощается, с него ничего не взыскивается, он лучше и выше других, ибо «поступки — ничто, все дело в чувствах, а в чувствах он велик».
Потому-то личность и поведение Руссо так полны противоречий: лучшая характеристика его, сделанная Шюке, состоит из одних антитез. «Робкий и наглый, несмелый и циничный, нелёгкий на подъём и трудно сдерживаемый, способный к порывам и быстро впадающий в апатию, вызывающий на борьбу свой век и льстящий ему, проклинающий свою литературную славу и вместе с тем только и думающий о том, чтобы её отстоять и увеличить, ищущий уединения и жаждущий всемирной известности, бегущий от оказываемого ему внимания и досадующий на его отсутствие, позорящий знатных и живущий в их обществе, прославляющий прелесть независимого существования и не перестающий пользоваться гостеприимством, за которое приходится платить остроумной беседой, мечтающий только о хижинах и обитающий в замках, связавшийся со служанкой и влюбляющийся только в великосветских дам, проповедующий радости семейной жизни и отрекающийся от исполнения отцовского долга, ласкающий чужих детей и отправляющий своих в воспитательный дом, горячо восхваляющий небесное чувство дружбы и ни к кому его не испытывающий, легко себя отдающий и тотчас отступающий, сначала экспансивный и сердечный, потом подозрительный и сердитый — таков Руссо.».
Не меньше противоречий в мнениях и в общественной проповеди Руссо. Признав зловредным влияние наук и художеств, он искал в них душевного отдыха и источника славы. Выступив обличителем театра, он писал для него. Прославив «естественное состояние» и заклеймив позором общество и государство, как основанные на обмане и насилии, он провозгласил «общественный порядок священным правом, служащим основой для всех других». Постоянно воюя против разума и размышления, он искал основы «для закономерного» государства в самом отвлечённом рационализме. Ратуя за свободу, он признал единственную свободную страну своего времени несвободной. Вручая народу безусловную верховную власть, он объявил чистую демократию неосуществимой мечтой. Избегая всякого насилия и дрожа при мысли о преследовании, он водрузил во Франции знамя революции. Объясняется все это отчасти тем, что Руссо был великий «стилист», то есть художник пера. Ратуя против предрассудков и пороков культурного общества, прославляя первобытную «простоту», Руссо оставался сыном своего искусственного века.
Чтобы растрогать «прекрасные души», нужна была прекрасная речь, то есть пафос и декламация во вкусе века. Отсюда же вытекал любимый приём Руссо — парадокс. Источником парадоксов Руссо было глубоко встревоженное чувство; но, вместе с тем, это для него и хорошо рассчитанный литературный приём.
Борк приводит, со слов Юма, следующее интересное признание Руссо: чтобы поразить и заинтересовать публику, необходим элемент чудесного; но мифология давно утратила свою эффектность; великаны, маги, феи и герои романов, появившиеся вслед за языческими богами, также не находят более веры; при таких обстоятельствах современному писателю, чтобы достигнуть впечатления, остаётся только прибегнуть к парадоксу. По словам одного из критиков Руссо, он начинал с парадокса, чтобы привлечь толпу, пользовался им как сигналом, чтобы возвестить истину. Расчёт Руссо не был ошибочен.
Благодаря сочетанию страсти с искусством, никто из писателей XVIII в. не имел такого влияния на Францию и Европу, как Руссо. Он преобразовал умы и сердца людей своего века тем, чем он был, и ещё более тем, чем казался.
Для Германии он стал с первых слов смелым мудрецом («Weltweiser»), как его назвал Лессинг: все корифеи расцветавшей тогда литературы и философии Германии — Гёте и Шиллер, Кант и Фихте — находились под непосредственным его влиянием. До сих пор сохраняется там возникшая тогда традиция, и фраза о «беспредельной любви Руссо к человечеству» перешла даже в энциклопедические словари. Биограф Руссо обязан выставлять всю правду — но для историка культуры важна и легенда, получившая творческую силу.

## Сочинения Жан-Жака Руссо
Оставляя в стороне трактаты специального содержания, посвящённые ботанике, музыке, языкам, а также литературные произведения Руссо — стихотворения, комедии и письма, можно разделить остальные сочинения Руссо на три группы (хронологически они следуют одна за другой именно в этом порядке):
1. обличающие век;
2. наставления;
3. самозащита (об этой группе говорилось выше).

### Обличение века
К первой группе относятся оба «Рассуждения» Руссо и его «Письмо к д’Аламберу о театральных зрелищах».
«Рассуждение о влиянии наук и художеств» имеет целью доказать их вред. Хотя самая тема чисто историческая, ссылки на историю у Руссо незначительны: грубая Спарта победила образованные Афины; суровые римляне после того, как при Августе они стали заниматься науками, были побеждены германскими варварами.
Аргументация Руссо преимущественно риторическая и состоит из восклицаний и вопросов. История и юридические науки развращают человека, развёртывая перед ним зрелище человеческих бедствий, насилия и преступлений. Обращаясь к просветлённым умам, раскрывшим человеку тайны мировых законов, Руссо спрашивает их, хуже ли жилось бы человечеству без них? Вредные сами по себе, науки вредны и вследствие мотивов, побуждающих людей предаваться им, ибо главный из этих мотивов — тщеславие. Искусства, кроме того, требуют для своего процветания развития роскоши, развращающей человека. Такова главная мысль «Рассуждения».
Однако в «Рассуждении» весьма заметно проявляется приём, который можно проследить и в других сочинениях Руссо и сравнить, ввиду его музыкальности, со сменой настроения в музыкальной пьесе, где за allegro следует неизменное andante.

### Наставления
Во второй части «Рассуждения» Руссо из хулителя наук становится их адвокатом. Просвещеннейший из римлян Цицерон спас Рим; Фрэнсис Бэкон был канцлером Англии. Слишком редко государи прибегают к совету учёных. Пока власть будет в одних руках, а просвещение в других, учёные не будут отличаться возвышенными мыслями, государи — великими подвигами, а народы будут пребывать в развращении и бедствовать. Но это не единственная мораль «Рассуждения».
Ещё глубже врезалась в умы современников мысль Руссо о противоположности добродетели и просвещения и о том, что не просвещение, а добродетель — источник людского блаженства. Эта мысль облечена в молитву, которую Руссо влагает в уста потомкам: «О всемогущий Господь, избавь нас от просвещения отцов наших и приведи нас назад к простоте, невинности и бедности, единственным благам, обуславливающим наше счастье и Тебе угодным». Та же мысль звучит и во второй части, сквозь апологию наук: не завидуя гениям, прославившимся в науке, Руссо противополагает им тех, кто, не умея красно говорить, умеет творить благо.
Ещё смелее Руссо в следующем «Рассуждении о происхождении неравенства между людьми». Если первое «Рассуждение», направленное против наук и художеств, которых никто не ненавидел, было академической идиллией, то во втором Руссо страстно коснулся злобы дня и в его речах впервые зазвучала революционная струна века.
Нигде не было так много освящённого обычаем и законом неравенства, как в тогдашнем строе Франции, основанном на привилегиях; нигде не было такого неудовольствия против неравенства, как у самих привилегированных против других привилегированных. Третье сословие, поравнявшись в образовании и богатстве с дворянством, завидовало дворянам вообще, провинциальное дворянство завидовало придворному, дворянство судебное — дворянству военному и так далее. Руссо не только соединил отдельные голоса в общий хор: он дал стремлению к равенству философское основание и поэтически привлекательный облик.
Теоретики государственного права давно носились с представлением о естественном состоянии, чтобы с его помощью объяснить происхождение государства; Руссо сделал это представление общедоступным и популярным. Англичане давно интересовались дикарями: Даниэль Дефо, в своём «Робинзоне», создал вечно юный, обаятельный образ культурного человека, поставленного лицом к лицу с девственной природой, а миссис Бен в своём романе «Уруноко» выставила дикарей Южной Америки лучшими из людей. Уже в 1721 г. Делиль вывел в комедии дикаря Арлекина, прибывшего откуда-то во Францию и в своей наивности зло глумящегося над её цивилизацией.
Руссо ввёл дикаря в парижские салоны, как предмет умиления; но в то же время он расшевелил в глубине человеческого сердца присущую ему скорбь о потерянном рае и об исчезнувшем золотом веке, поддерживаемую в каждом человеке сладкими воспоминаниями о днях детства и юности.
В первом «Рассуждении» Руссо исторические данные весьма скудны; второе — не столько рассуждение, сколько историческая сказка. Исходная сцена этой сказки — картина жизни первобытного человека. Краски для этой картины заимствованы не из путешествий по Австралии или Южной Америке, а из фантазий.
Известная острота Вольтера, что описание дикарей в сочинении Руссо вызывает желание ходить на четвереньках, даёт, однако, неверное представление о первобытном человеке, каким его изобразил Руссо. Задача его требовала доказать, что искони существовало равенство — и изображение соответствует задаче. Дикари у него — здоровенные и самодовлеющие самцы, живущие одиноко, «без заботы и труда»; женщины, дети, старики не приняты во внимание. Всё, что нужно дикарям, даёт им добрая мать-природа; их равенство основано на отрицании всего, что может послужить поводом к неравенству. Первобытные люди Руссо счастливы, потому что, не зная искусственных потребностей, не имеют ни в чём недостатка. Они непорочны, потому что не испытывают страстей и желаний, не нуждаются друг в друге и не мешают друг другу. Итак, добродетель и счастье неразрывно связаны с равенством и исчезают с его исчезновением.
Этой картине первобытного блаженства противопоставляется современное общество, полное бессмысленных предрассудков, пороков и бедствий. Как произошло одно из другого?
Из этого вопроса развилась философия истории Руссо, представляющая собой вывороченную наизнанку историю прогресса человечества.

### Философия истории согласно Жан-Жаку Руссо
Философия истории, то есть осмысленный синтез исторических фактов, стала возможной только с помощью людей прогресса и прогрессивного развития. Руссо видит это прогрессивное развитие и даже считает его неизбежным; он указывает его причину, заключающуюся в прирождённой человеку способности к усовершенствованию (perfectibilité); но, так как Руссо оплакивает результат этого усовершенствования, то он оплакивает и самую причину его. И он её не только оплакивает, но сильнейшим образом осуждает, в пресловутом выражении, что «размышление — противоестественное состояние, размышляющий человек — развращённое животное» (animal dépravé).
Сообразно с этим история человечества представляет у Руссо ряд ступеней последовательного уклонения от естественного блаженного и непорочного состояния. Руссо совершенно забывает, что, возражая Вольтеру, он нападал на пессимизм и отстаивал Провидение и его проявление в мире; в судьбах человечества для него нет Провидения, и его философия истории сводится к безотраднейшему пессимизму. Первоначальное счастливое состояние людей только сильнее оттеняет скорбную историю, пережитую человечеством. В этом состоянии люди жили независимо друг от друга; всякий трудился только для себя и делал сам все, что ему было нужно; если они соединялись, то временно, подобно стае воронов, привлекаемой каким-нибудь общим интересом, например свежевспаханным полем.
Первая беда наступила тогда, когда люди уклонились от мудрого правила жить и трудиться особливо, когда они вступили в общежитие и началось разделение труда. Общежитие ведёт за собой неравенство и служит последнему оправданием; а, так как Руссо голосует за равенство, то он осуждает общежитие.
Другой роковой шаг человека заключался в установлении земельной собственности. «Первый, кто огородил участок земли, сказав, что эта земля моя», в глазах Руссо — обманщик, навлёкший бесчисленные беды на человечество; благодетелем людей был бы тот, кто в ту роковую минуту вырвал бы колья и воскликнул: «вы погибли, если забудете, что плоды принадлежат всем, а земля — никому». Возникновение поземельной собственности привело, по Руссо, к неравенству между богатыми и бедными (как будто такого неравенства нет между кочевниками); богатые, заинтересованные в сохранении своего имущества, стали уговаривать бедных установить общественный порядок и законы.
Законы, созданные коварством, превратили случайное насилие в неприкосновенное право, стали оковами для бедных, средством нового обогащения для богатых и, в интересах нескольких эгоистов, обрекли род человеческий на вечный труд, холопство и бедствия. Так как нужно было кому-нибудь наблюдать за исполнением законов, то люди поставили над собой правительство; появилось новое неравенство — сильных и слабых. Правительство было предназначено к тому, чтобы служить обеспечением свободы; но на самом деле правители стали руководиться произволом и присвоили себе наследственную власть. Тогда появилась последняя степень неравенства — различие между господами и рабами. «Открыв и проследив забытые дороги, приведшие человека из естественного состояния к общественному», Руссо, по его мнению, показал, «каким образом среди всякого рода философии, гуманности, вежливости и возвышенности правил у нас есть только обманчивая и суетная внешность, честь без добродетели, разум без мудрости и удовольствия без счастья». Таково риторическое allegro второго «Рассуждения»; andante на этот раз последовало не непосредственно за ним, а в статье о «Политической экономии» и других сочинениях.
В статье о «Политической экономии» мы читаем, что «право собственности есть самое священное из всех прав гражданина», что «собственность — истинное основание гражданского общества», а в письме к Бонне Руссо говорит, что хотел только указать людям на опасность, которую представляет слишком быстрое движение к прогрессу и на бедственные стороны того состояния, которое отождествляется с усовершенствованием человечества.
Руссо стал одним из основателей «Договорной» теории происхождения государства.

### О театральных зрелищах
Обе «манеры» Руссо — бурная и благоразумная — следуют одна за другой в «Послании о театральных зрелищах». Руссо был возмущён советом д’Аламбера женевцам завести у себя театр: в Руссо пробудился старый гугенотский дух, враждебный зрелищам, и он захотел уберечь своё отечество от подражания развращённому Парижу и от неприятного ему влияния Вольтера.

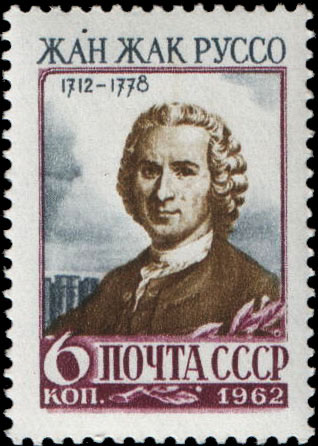
Французский писатель и философ Жан-Жак Руссо (1712—1778). К 250-летию со дня рождения. Почтовая марка СССР 1962 г.

Едва ли кто-либо из проповедников первых веков христианства бичевал с такой силой, как Руссо, развращающее влияние театральных зрелищ. «Театр вносит в жизнь порок и соблазн тем, что он выставляет их напоказ; он совершенно бессилен, когда, сатирой порока или изображением трагической судьбы злодея, хочет прийти на помощь оскорблённой им добродетели» — в этой части послания пафос Руссо полон содержания и дышит искренностью. Вслед за тем, однако, он признаёт театр необходимым, чтобы развлечь народ и отвлечь его от бедствий; воплощая порок в бессмертных типах, театр имеет воспитательное значение; непоследовательно прославлять писателей и презирать тех, кто исполняет их произведения.
Руссо первый призадумался над необходимостью народных празднеств и увеселений; под его влиянием были сделаны первые, малоудачные и искусственные попытки в этом направлении в эпоху революции.

## Жан-Жак Руссо как композитор и музыковед
Руссо принадлежит несколько музыкальных произведений, в том числе опер.
Наиболее значительно и известное музыкальное сочинение Руссо — опера «Деревенский колдун» (фр. Le Devin du Village), написанная под влиянием итальянской оперной школы на собственное французское либретто. Первое представление оперы состоялось 10 октября 1752 года в Фонтенбло в присутствии короля. В 1803 году опера была возобновлена в Париже при активном участии Ф. Лефевра, дописавшего к ней ряд вставных танцевальных номеров. Либретто оперы Руссо, вольно переведённое на немецкий язык, легло в основу оперы В. А. Моцарта «Бастьен и Бастьенна».
В 1764 году Руссо закончил собственный «Музыкальный словарь» (фр. Dictionnaire de musique, P., 1768). С 1765 года он вёл музыкальный отдел в Энциклопедии Дидро.

## Память
- В большинстве коммун Франции имеется улица имени Жана-Жака Руссо
- Как минимум один корабль Marine Nationale назывался «Жан-Жак Руссо».

## Документальные фильмы
- 2011 — Руссо. Дороги Жан-Жака / Rousseau, les chemins de Jean-Jacques (реж. Эрве Перно / Herve Pernot) (документально-игровой) в роли Руссо — Ален Лаэ / Alain Lahaye (зрелый Руссо) и Логанн Антуофермо / Logann Antuofermo (юный Руссо)
- 2012 — Жан-Жак Руссо, музыкант, непризнанный музыкант / Jean-Jacques Rousseau, musicien, l’histoire meconnue d’une passion contrariee (реж. Жан-Мишель Джиан / Jean-Michel Djian)